# Chick-fil-A
Chick-fil-A, Inc. је амерички ланац ресторана брзе хране и најпознатији ланац који производи искључиво храну са пилетином. Са седиштем у Колеџ Парку, има преко 2.987 ресторана широм 48 држава САД, као и округу Колумбија и Порторику. Такође послује у Канади, а раније је био присутан и у Уједињеном Краљевству и Јужноафричкој Републици. Има засебни мени за доручак, ручак и вечеру. Пружа и угоститељске услуге.
Многе вредности ресторана су под утицајем хришћанских верских уверења његовг покојног оснивача, С. Труета Кетија (1921—2014), побожног јужног баптисте. Одражавајући приврженост недељном сабатаријанству, сви Chick-fil-A ресторани су затворени недељом, на Дан захвалности и Божић. Током западнохришћанске литургијске сезоне Великог поста, Chick-fil-A промовише рибље сендвиче, пратећи хришћанску традицију уздржавања од меса током поста.